# Prisión Provincial de Tarragona
La Prisión Provincial es un edificio de Tarragona protegido como Bien Cultural de Interés Local. Funcionó como centro penitenciario hasta 2015. Desde entonces y hasta la inauguración del nuevo edificio del Centro Penitenciario Abierto acoge presos en tercer grado.

## Descripción
Edificio macizo, hecho de piedra picada. Está estructurado como un castillo, con torreones a cada vértice de la planta cuadrada. Ocupa un espacio muy grande que sería recuperable si se cambiara su uso.